# Atletica leggera alla XXIX Universiade - Mezza maratona maschile
La mezza maratona maschile alla XXIX Universiade si è svolta il 27 agosto 2017.

## Podio

### Individuale
| Oro     | Kei Katanishi Giappone |
| Argento | Naoki Kudo Giappone    |
| Bronzo  | Kengo Suzuki Giappone  |

### Squadre
| Oro     | Giappone Kei Katanishi Naoki Kudo Kengo Suzuki Wataru Tochigi Takato Suzuki    |
| Argento | Sudafrica Mokofane Kekana Thabang Masihleho Collen Mulaudzi Marianio Eesou     |
| Bronzo  | Turchia Sabahattin Yıldırım Yusuf Alıcı Aykut Taşdemir Alper Demir Vedat Günen |

## Risultati

### Individuale
| Posizione | Nome                    | Nazionalità   | Tempo   | Note                                     |
| --------- | ----------------------- | ------------- | ------- | ---------------------------------------- |
|           | Kei Katanishi           | Giappone      | 1h06'09 |                                          |
|           | Naoki Kudo              | Giappone      | 1h06'23 |                                          |
|           | Kengo Suzuki            | Giappone      | 1h06'56 |                                          |
| 4         | John Kateregga          | Uganda        | 1h07'27 |                                          |
| 5         | Mokofane Kekana         | Sudafrica     | 1h08'57 |                                          |
| 6         | Wataru Tochigi          | Giappone      | 1h08'59 |                                          |
| 7         | Byambajav Tseveenravdan | Mongolia      | 1h09'14 |                                          |
| 8         | Jānis Višķers           | Lettonia      | 1h09'16 |                                          |
| 9         | Chou Ting-yin           | Taipei Cinese | 1h09'17 |                                          |
| 10        | Sabahattin Yıldırım     | Turchia       | 1h09'30 |                                          |
| 11        | Ranjeet Kumar Patel     | India         | 1h10'04 |                                          |
| 12        | Takato Suzuki           | Giappone      | 1h10'23 | Miglior prestazione personale stagionale |
| 13        | Thomas Huwiler          | Svizzera      | 1h11'01 |                                          |
| 14        | Thabang Masihleho       | Sudafrica     | 1h11'04 |                                          |
| 15        | Kantilal Devram Kumbhar | India         | 1h11'07 |                                          |
| 16        | Sergio Alejandro López  | Colombia      | 1h11'14 |                                          |
| 17        | Dylan Evans             | Australia     | 1h11'16 |                                          |
| 18        | Tian Huadong            | Cina          | 1h11'26 |                                          |
| 19        | Collen Mulaudzi         | Sudafrica     | 1h11'37 |                                          |
| 20        | Yusuf Alıcı             | Turchia       | 1h11'47 |                                          |
| 21        | Choi Min-yong           | Corea del Sud | 1h11'57 |                                          |
| 22        | Gantulga Dambadarjaa    | Mongolia      | 1h12'15 |                                          |
| 23        | Jesús Arturo Esparza    | Messico       | 1h12'27 |                                          |
| 24        | Blair Morgan            | Canada        | 1h13'17 |                                          |
| 25        | Aykut Taşdemir          | Turchia       | 1h13'25 |                                          |
| 26        | Liu Tao                 | Cina          | 1h13'52 |                                          |
| 27        | Munkhbayar Narandulam   | Mongolia      | 1h14'29 |                                          |
| 28        | Teng Hsin-chuan         | Taipei Cinese | 1h14'30 |                                          |
| 29        | Kim Tae-jin             | Corea del Sud | 1h14'51 |                                          |
| 30        | Lee Jung-kook           | Corea del Sud | 1h15'19 |                                          |
| 31        | Eric Rüttimann          | Svizzera      | 1h15'24 |                                          |
| 32        | Marianio Eesou          | Sudafrica     | 1h15'38 |                                          |
| 33        | Chen Ping-feng          | Taipei Cinese | 1h17'28 |                                          |
| 34        | Abdullah Al-Quraini     | Oman          | 1h18'35 |                                          |
| 35        | Fortunate Turihohabwe   | Uganda        | 1h18'58 |                                          |
| 36        | Wang Hao                | Cina          | 1h20'17 |                                          |
| 37        | Kenneth Migadde         | Uganda        | 1h21'24 |                                          |
| 38        | Timothy Ongom           | Uganda        | 1h21'25 |                                          |
| 39        | Victor Leon             | Colombia      | 1h22'08 |                                          |
| 40        | Suvragakhairkha Bold    | Mongolia      | 1h29'57 |                                          |
|           | Samuel Barata           | Portogallo    | DNF     |                                          |
|           | Thomas De Bock          | Belgio        | DNF     |                                          |
|           | Alper Demir             | Turchia       | DNF     |                                          |
|           | Vedat Günen             | Turchia       | DNF     |                                          |
|           | Mikhail Krassilov       | Kazakistan    | DNF     |                                          |
|           | Saby Luna               | Messico       | DNF     |                                          |
|           | Boldoo Odbayar          | Mongolia      | DNF     |                                          |
|           | Sadic Bahati            | Uganda        | DNS     |                                          |

### Squadre
| Posizione | Squadra       | Tempo   | Note |
| --------- | ------------- | ------- | ---- |
|           | Giappone      | 3h19'28 |      |
|           | Sudafrica     | 3h31'38 |      |
|           | Turchia       | 3h34'42 |      |
| 4         | Mongolia      | 3h35'58 |      |
| 5         | Taipei Cinese | 3h41'15 |      |
| 6         | Corea del Sud | 3h42'07 |      |
| 7         | Cina          | 3h45'35 |      |
| 8         | Uganda        | 3h47'49 |      |